# Pseudenargia pseudoregina
Pseudenargia pseudoregina là một loài bướm đêm trong họ Noctuidae.